# Medalia Copley

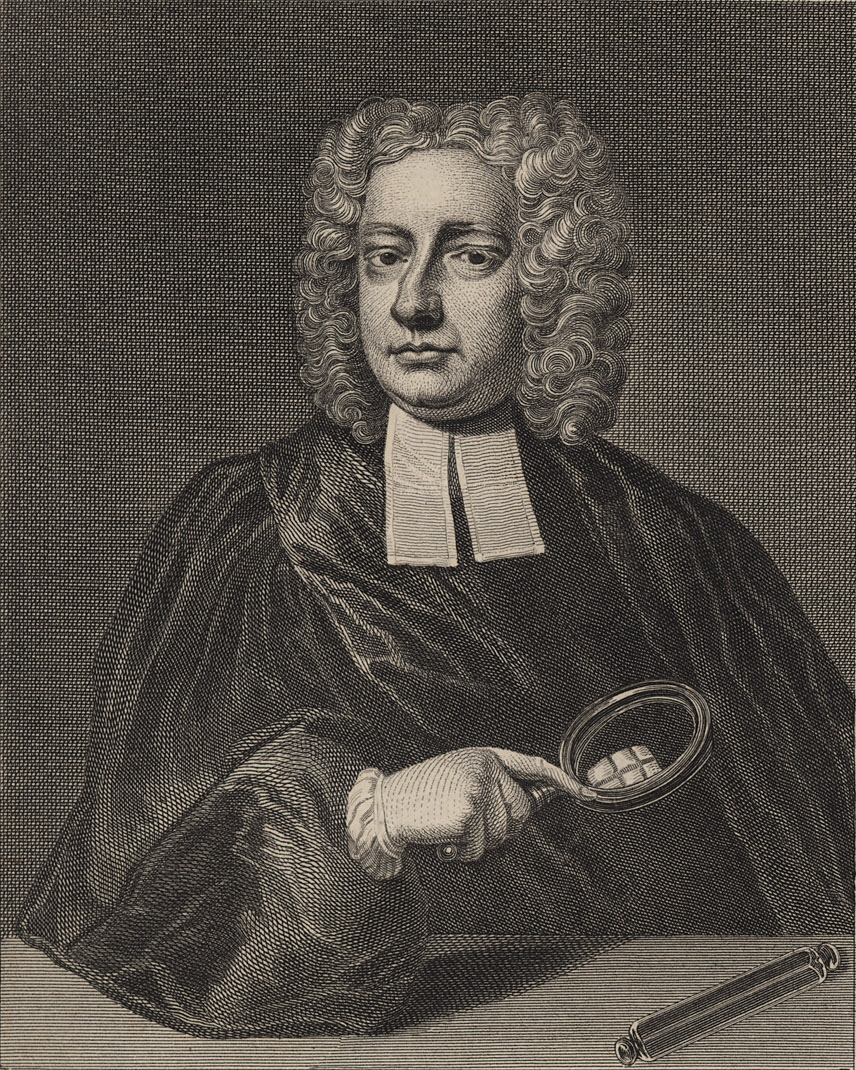
John Theophilus Desaguliers, care a câștigat această medalie de trei ori, mai mult decât oricine altcineva

Medalia Copley (en: The Copley Medal) este un premiu acordat de către Royal Society din Londra pentru „realizări remarcabile în cercetare în orice ramură a științei și supleanți între științele fizice și cele biologice”.
Această medalie a fost creată după o donație de 100 de lire sterline în 1709, de Sir Godfrey Copley, un proprietar înstărit de pământ din Doncaster, în sudul Yorkshire, care fusese ales membru al acestei societăți savante în 1691.
Este una dintre cele zece medalii pe care „Royal Society” le oferă. Unele dintre ele sunt decernate anual, altele la diferite intervale, potrivit cu termenii atribuirii lor. Medalia Copley alternează între științele fizice și biologie. Laureații sunt aleși de membrii Royal Society.
Prima decernare a medaliei Copley a avut loc în anul 1731.

## Laureați
| An   | Nume                                                 | Motivație | Notes         |
| ---- | ---------------------------------------------------- | --- | ------------- |
| 1731 | Stephen Gray                                         | Pentru experimentele sale noi - ca un stimulent pentru disponibilitatea sa de a prezenta către Royal Society a descoperirilor și inovațiilor sale din acest domeniu al Științelor naturii. | [ 2 ]         |
| 1732 | Stephen Gray                                         | Pentru experimentele pe care le-a realizat în anul 1732. | [ 2 ]         |
| 1733 | Niciun premiu                                        | — | —             |
| 1734 | John Theophilus Desaguliers                          | Ca o considerație față de experimentele prezentate Societății. | [ 3 ]         |
| 1735 | Nu s-a acordat                                       | — | —             |
| 1736 | John Theophilus Desaguliers                          | Pentru experimentele sale efectuate în cursul anului. | [ 3 ]         |
| 1737 | John Belchier                                        | | [ 4 ]         |
| 1738 | James Valoue                                         | | —             |
| 1739 | Stephen Hales                                        | | [ 5 ]         |
| 1740 | Alexander Stuart                                     | | [ 6 ]         |
| 1741 | John Theophilus Desaguliers                          | | [ 3 ]         |
| 1742 | Christopher Middleton                                | | [ 7 ]         |
| 1743 | Abraham Trembley                                     | | —             |
| 1744 | Henry Baker                                          | | [ 8 ]         |
| 1745 | William Watson                                       | | [ 9 ]         |
| 1746 | Benjamin Robins                                      | | [ 10 ]        |
| 1747 | Gowin Knight                                         | | [ 11 ]        |
| 1748 | James Bradley                                        | | [ 12 ]        |
| 1749 | John Harrison                                        | | [ 13 ]        |
| 1750 | George Edwards                                       | | [ 14 ]        |
| 1751 | John Canton                                          | | [ 15 ]        |
| 1752 | John Pringle                                         | | [ 16 ]        |
| 1753 | Benjamin Franklin                                    | | [ 17 ]        |
| 1754 | William Lewis                                        | | [ 18 ]        |
| 1755 | John Huxham                                          | | [ 19 ]        |
| 1756 | Nu s-a acordat niciun premiu                         | — | —             |
| 1757 | Charles Cavendish                                    | | [ 11 ]        |
| 1758 | John Dollond                                         | | [ 20 ]        |
| 1759 | John Smeaton                                         | | [ 21 ]        |
| 1760 | Benjamin Wilson                                      | Pentru numeroasele și curioasele sale experimente de electricitate, comunicate Societății în cursul anului.                                                                                | [ 22 ]        |
| 1761 | Nu s-a acordat                                       | — | —             |
| 1762 | Nu s-a acordat                                       | — | —             |
| 1763 | Nu s-a acordat                                       | — | —             |
| 1764 | John Canton                                          | | [ 15 ]        |
| 1765 | Nu s-a acordat                                       | — | —             |
| 1766 | William Brownrigg, Edward Delaval și Henry Cavendish | | [ 23 ]        |
| 1767 | John Ellis                                           | | [ 24 ]        |
| 1768 | Peter Woulfe                                         | | [ 25 ]        |
| 1769 | William Hewson                                       | | —             |
| 1770 | William Hamilton                                     | | [ 26 ]        |
| 1771 | Matthew Raper                                        | | —             |
| 1772 | Joseph Priestley                                     | |               |
| 1773 | John Walsh                                           | | [ 27 ]        |
| 1774 | Nu s-a acordat                                       | — | —             |
| 1775 | Nevil Maskelyne                                      | | [ 28 ]        |
| 1776 | James Cook                                           | | [ 29 ]        |
| 1777 | John Mudge                                           | | —             |
| 1778 | Charles Hutton                                       | | [ 30 ]        |
| 1779 | Nu s-a acordat                                       | — | —             |
| 1780 | Samuel Vince                                         | | [ 31 ]        |
| 1781 | William Herschel                                     | | [ 32 ]        |
| 1782 | Richard Kirwan                                       | | [ 31 ]        |
| 1783 | John Goodricke și Thomas Hutchins                    | | [ 31 ]        |
| 1784 | Edward Waring                                        | | [ 33 ]        |
| 1785 | William Roy                                          | | [ 34 ]        |
| 1786 | Nu s-a acordat                                       | — | —             |
| 1787 | John Hunter                                          | | [ 35 ]        |
| 1788 | Charles Blagden                                      | | [ 36 ]        |
| 1789 | William Morgan                                       | | [ 37 ]        |
| 1790 | Nu s-a acordat                                       | — | —             |
| 1791 | James Rennell și Jean-André De Luc                   | | [ 38 ]        |
| 1792 | Benjamin Thompson                                    | | [ 39 ]        |
| 1793 | Nu s-a acordat                                       | — | —             |
| 1794 | Alessandro Volta                                     | | —             |
| 1795 | Jesse Ramsden                                        | | [ 40 ]        |
| 1796 | George Atwood                                        | | [ 41 ]        |
| 1797 | Nu s-a acordat                                       | — | —             |
| 1798 | George Shuckburgh-Evelyn și Charles Hatchett         | | [ 42 ]        |
| 1799 | John Hellins                                         | | [ 43 ]        |
| 1800 | Edward Howard                                        | | [ 44 ]        |
| 1801 | Astley Cooper                                        | | [ 45 ]        |
| 1802 | William Hyde Wollaston                               | | [ 46 ]        |
| 1803 | Richard Chenevix                                     | | [ 47 ]        |
| 1804 | Smithson Tennant                                     | | [ 48 ]        |
| 1805 | Humphry Davy                                         | | [ 49 ]        |
| 1806 | Thomas Andrew Knight                                 | | [ 50 ]        |
| 1807 | Everard Home                                         | | —             |
| 1808 | William Henry                                        | | —             |
| 1809 | Edward Troughton                                     | | [ 51 ]        |
| 1810 | Nu s-a acordat                                       | — | —             |
| 1811 | Benjamin Collins Brodie                              | | [ 52 ]        |
| 1812 | Nu s-a acordat                                       | — | —             |
| 1813 | William Thomas Brande                                | | —             |
| 1814 | James Ivory                                          | | [ 53 ]        |
| 1815 | David Brewster                                       | | [ 54 ]        |
| 1816 | Nu s-a acordat                                       | — | —             |
| 1817 | Henry Kater                                          | | [ 55 ]        |
| 1818 | Robert Seppings                                      | | —             |
| 1819 | Nu s-a acordat                                       | — | —             |
| 1820 | Hans Christian Ørsted                                | | [ 56 ]        |
| 1821 | Edward Sabine și John Herschel                       | | [ 57 ]        |
| 1822 | William Buckland                                     | | [ 58 ]        |
| 1823 | John Pond                                            | | —             |
| 1824 | John Brinkley                                        | | [ 59 ]        |
| 1825 | François Arago și Peter Barlow                       | | [ 60 ]        |
| 1826 | James South                                          | | [ 61 ]        |
| 1827 | William Prout și Henry Foster                        | | [ 62 ]        |
| 1828 | Nu s-a acordat                                       | — | —             |
| 1829 | Nu s-a acordat                                       | — | —             |
| 1830 | Nu s-a acordat                                       | — | —             |
| 1831 | George Biddell Airy                                  | | [ 63 ]        |
| 1832 | Michael Faraday și Simeon Poisson                    | | [ 64 ]        |
| 1833 | Nu s-a acordat                                       | — | —             |
| 1834 | Giovanni Plana                                       | | [ 65 ]        |
| 1835 | William Snow Harris                                  | | [ 49 ]        |
| 1836 | Jöns Jakob Berzelius și Francis Kiernan              | | —             |
| 1837 | Antoine César Becquerel și John Frederic Daniell     | | [ 66 ]        |
| 1838 | Carl Friedrich Gauss and Michael Faraday             | | [ 67 ]        |
| 1839 | Robert Brown                                         | | [ 68 ]        |
| 1840 | Justus Liebig și Jacques Charles François Sturm      | | [ 69 ] [ 70 ] |
| 1841 | Georg Ohm                                            | | [ 71 ]        |
| 1842 | James MacCullagh                                     | | [ 72 ]        |
| 1843 | Jean Baptiste Dumas                                  | | —             |
| 1844 | Carlo Matteucci                                      | | [ 73 ]        |
| 1845 | Theodor Schwann                                      | | —             |
| 1846 | Urbain Le Verrier                                    | | [ 74 ]        |
| 1847 | John Herschel                                        | | [ 57 ]        |
| 1848 | John Couch Adams                                     | | [ 75 ]        |
| 1849 | Roderick Murchison                                   | | —             |
| 1850 | Peter Andreas Hansen                                 | | [ 49 ]        |
| 1851 | Richard Owen                                         | | [ 76 ]        |
| 1852 | Alexander von Humboldt                               | | [ 77 ]        |
| 1853 | Heinrich Wilhelm Dove                                | | —             |
| 1854 | Johannes Peter Müller                                | | [ 78 ]        |
| 1855 | Léon Foucault                                        | | [ 49 ]        |
| 1856 | Henri Milne-Edwards                                  | | —             |
| 1857 | Michel Eugène Chevreul                               | | [ 49 ]        |
| 1858 | Charles Lyell                                        | | [ 49 ]        |
| 1859 | Wilhelm Weber                                        | | [ 79 ]        |
| 1860 | Robert Bunsen                                        | | [ 49 ]        |
| 1861 | Louis Agassiz                                        | | [ 49 ]        |
| 1862 | Thomas Graham                                        | | [ 80 ]        |
| 1863 | Adam Sedgwick                                        | | [ 81 ]        |
| 1864 | Charles Darwin                                       | | [ 49 ]        |
| 1865 | Michel Chasles                                       | | [ 82 ]        |
| 1866 | Julius Plücker                                       | | [ 83 ]        |
| 1867 | Karl Ernst von Baer                                  | | [ 49 ]        |
| 1868 | Charles Wheatstone                                   | | [ 49 ]        |
| 1869 | Henri Victor Regnault                                | | [ 49 ]        |
| 1870 | James Prescott Joule                                 | | [ 49 ]        |
| 1871 | Julius Robert von Mayer                              | | [ 49 ]        |
| 1872 | Friedrich Woehler                                    | | [ 49 ]        |
| 1873 | Hermann Helmholtz                                    | | [ 84 ]        |
| 1874 | Louis Pasteur                                        | | [ 49 ]        |
| 1875 | August Wilhelm Hofmann                               | | [ 85 ]        |
| 1876 | Claude Bernard                                       | | [ 49 ]        |
| 1877 | James Dwight Dana                                    | | [ 49 ]        |
| 1878 | Jean Baptiste Boussingault                           | | [ 86 ]        |
| 1879 | Rudolf Clausius                                      | | [ 87 ]        |
| 1880 | James Joseph Sylvester                               | | [ 88 ]        |
| 1881 | Charles-Adolphe Wurtz                                | | —             |
| 1882 | Arthur Cayley                                        | | [ 89 ]        |
| 1883 | William Thomson                                      | | [ 90 ]        |
| 1884 | Carl Ludwig                                          | | —             |
| 1885 | Friedrich August Kekulé von Stradonitz               | | [ 49 ]        |
| 1886 | Franz Ernst Neumann                                  | | [ 91 ]        |
| 1887 | Joseph Dalton Hooker                                 | | [ 49 ]        |
| 1888 | Thomas Henry Huxley                                  | | [ 49 ]        |
| 1889 | George Salmon                                        | | [ 92 ]        |
| 1890 | Simon Newcomb                                        | | [ 93 ]        |
| 1891 | Stanislao Cannizzaro                                 | | [ 49 ]        |
| 1892 | Rudolf Virchow                                       | | [ 49 ]        |
| 1893 | George Gabriel Stokes                                | | [ 94 ]        |
| 1894 | Edward Frankland                                     | | [ 95 ]        |
| 1895 | Karl Weierstrass                                     | | [ 96 ]        |
| 1896 | Karl Gegenbaur                                       | | —             |
| 1897 | Albert von Kölliker                                  | | —             |
| 1898 | William Huggins                                      | | [ 49 ]        |
| 1899 | Lord Rayleigh                                        | | [ 97 ]        |
| 1900 | Marcellin Berthelot                                  | | [ 49 ]        |
| 1901 | Willard Gibbs                                        | | [ 98 ]        |
| 1902 | Joseph Lister                                        | | [ 99 ]        |
| 1903 | Eduard Suess                                         | | [ 99 ]        |
| 1904 | William Crookes                                      | | [ 99 ]        |
| 1905 | Dmitri Mendeleev                                     | | [ 99 ]        |
| 1906 | Elias Metchnikoff                                    | | [ 99 ]        |
| 1907 | Albert Abraham Michelson                             | | [ 99 ]        |
| 1908 | Alfred Russel Wallace                                | | [ 99 ]        |
| 1909 | George William Hill                                  | | [ 99 ]        |
| 1910 | Francis Galton                                       | | [ 99 ]        |
| 1911 | George Howard Darwin                                 | | [ 99 ]        |
| 1912 | Felix Klein                                          | | [ 100 ]       |
| 1913 | Ray Lankester                                        | | [ 101 ]       |
| 1914 | Joseph John Thomson                                  | | [ 99 ]        |
| 1915 | Ivan Pavlov                                          | | [ 99 ]        |
| 1916 | James Dewar                                          | | [ 99 ]        |
| 1917 | Emile Roux                                           | | [ 102 ]       |
| 1918 | Hendrik Lorentz                                      | | [ 99 ]        |
| 1919 | William Bayliss                                      | | [ 99 ]        |
| 1920 | Horace Tabberer Brown                                | | [ 103 ]       |
| 1921 | Joseph Larmor                                        | | [ 104 ]       |
| 1922 | Ernest Rutherford                                    | | [ 99 ]        |
| 1923 | Horace Lamb                                          | | [ 105 ]       |
| 1924 | Edward Albert Sharpey-Schafer                        | | —             |
| 1925 | Albert Einstein                                      | | [ 99 ]        |
| 1926 | Frederick Hopkins                                    | | [ 106 ]       |
| 1927 | Charles Sherrington                                  | | [ 107 ]       |
| 1928 | Charles Algernon Parsons                             | | —             |
| 1929 | Max Planck                                           | | [ 108 ]       |
| 1930 | William Henry Bragg                                  | | [ 109 ]       |
| 1931 | Arthur Schuster                                      | | [ 110 ]       |
| 1932 | George Ellery Hale                                   | | [ 111 ]       |
| 1933 | Theobald Smith                                       | | [ 112 ]       |
| 1934 | John Scott Haldane                                   | | [ 113 ]       |
| 1935 | Charles Thomson Rees Wilson                          | | [ 114 ]       |
| 1936 | Arthur Evans                                         | | [ 115 ]       |
| 1937 | Henry Dale                                           | | [ 116 ]       |
| 1938 | Niels Bohr                                           | | [ 117 ]       |
| 1939 | Thomas Hunt Morgan                                   | | [ 118 ]       |
| 1940 | Paul Langevin                                        | | [ 119 ]       |
| 1941 | Thomas Lewis                                         | | [ 120 ]       |
| 1942 | Robert Robinson                                      | | [ 121 ]       |
| 1943 | Joseph Barcroft                                      | | [ 122 ]       |
| 1944 | Geoffrey Ingram Taylor                               | | [ 123 ]       |
| 1945 | Oswald Theodore Avery                                | | [ 124 ]       |
| 1946 | Edgar Douglas Adrian                                 | | [ 125 ]       |
| 1947 | Godfrey Harold Hardy                                 | | [ 126 ]       |
| 1948 | Archibald Vivian Hill                                | | [ 127 ]       |
| 1949 | George Charles De Hevesy                             | | [ 128 ]       |
| 1950 | James Chadwick                                       | | [ 129 ]       |
| 1951 | David Keilin                                         | | [ 130 ]       |
| 1952 | Paul Dirac                                           | | [ 131 ]       |
| 1953 | Albert Kluyver                                       | | —             |
| 1954 | Edmund Whittaker                                     | | [ 132 ]       |
| 1955 | Ronald Fisher                                        | | [ 133 ]       |
| 1956 | Patrick Blackett                                     | | —             |
| 1957 | Howard Florey                                        | | [ 134 ]       |
| 1958 | John Edensor Littlewood                              | | [ 135 ]       |
| 1959 | Frank Macfarlane Burnet                              | | [ 136 ]       |
| 1960 | Harold Jeffreys                                      | | [ 137 ]       |
| 1961 | Hans Adolf Krebs                                     | | s             |
| 1962 | Cyril Norman Hinshelwood                             | | [ 139 ]       |
| 1963 | Paul Fildes                                          | | —             |
| 1964 | Sydney Chapman                                       | | [ 140 ]       |
| 1965 | Alan Hodgkin                                         | | —             |
| 1966 | William Lawrence Bragg                               | | [ 99 ]        |
| 1967 | Bernard Katz                                         | | —             |
| 1968 | Tadeus Reichstein                                    | | —             |
| 1969 | Peter Medawar                                        | | [ 99 ]        |
| 1970 | Alexander Todd                                       | | [ 99 ]        |
| 1971 | Norman Pirie                                         | | —             |
| 1972 | Nevill Mott                                          | | [ 99 ]        |
| 1973 | Andrew Huxley                                        | | —             |
| 1974 | William V. D. Hodge                                  | | [ 141 ]       |
| 1975 | Francis Crick                                        | | [ 99 ]        |
| 1976 | Dorothy Crowfoot Hodgkin                             | | [ 99 ]        |
| 1977 | Frederick Sanger                                     | | [ 99 ]        |
| 1978 | Robert Burns Woodward                                | | [ 99 ]        |
| 1979 | Max Perutz                                           | | [ 99 ]        |
| 1980 | Derek Harold Richard Barton                          | | [ 99 ]        |
| 1981 | Peter D. Mitchell                                    | | [ 99 ]        |
| 1982 | John Cornforth                                       | | [ 142 ]       |
| 1983 | Rodney Porter                                        | | —             |
| 1984 | Subrahmanyan Chandrasekhar                           | | [ 143 ]       |
| 1985 | Aaron Klug                                           | | —             |
| 1986 | Rudolph Peierls                                      | | —             |
| 1987 | Robert Hill                                          | | —             |
| 1988 | Michael Atiyah                                       | | [ 144 ]       |
| 1989 | Cesar Milstein                                       | | —             |
| 1990 | Abdus Salam                                          | | [ 145 ]       |
| 1991 | Sydney Brenner                                       | | —             |
| 1992 | George Porter                                        | | [ 146 ]       |
| 1993 | James D. Watson                                      | | [ 147 ]       |
| 1994 | Charles Frank                                        | | —             |
| 1995 | Frank Fenner                                         | | —             |
| 1996 | Alan Cottrell                                        | | [ 148 ]       |
| 1997 | Hugh Huxley                                          | | —             |
| 1998 | James Lighthill                                      | | [ 149 ]       |
| 1999 | John Maynard Smith                                   | | [ 150 ]       |
| 2000 | Alan Battersby                                       | | —             |
| 2001 | Jacques Miller                                       | | —             |
| 2002 | John Pople                                           | | [ 151 ]       |
| 2003 | John Gurdon                                          | | —             |
| 2004 | Harold Kroto                                         | | [ 152 ]       |
| 2005 | Paul Nurse                                           | | —             |
| 2006 | Stephen Hawking                                      | | [ 29 ]        |
| 2007 | Robert May                                           | | —             |
| 2008 | Roger Penrose                                        | | —             |
| 2009 | Martin Evans                                         | | —             |
| 2010 | David Cox                                            | | [ 153 ]       |
| 2010 | Tomas Lindahl                                        | | [ 153 ]       |
| 2011 | Dan McKenzie                                         | Pentru contribuțiile sale seminale la înțelegerea fenomenelor geologice și geofizice, inclusiv plăci tectonice.                                                                            |               |
| 2012 | John Walker                                          | |               |
| 2013 | Andre Geim                                           | |               |
| 2014 | Alec Jeffreys                                        | Pentru munca sa de pionierat privitoare la variația și mutația genomului uman. |               |
| 2015 | Peter Higgs                                          | | [ 154 ]       |
| 2016 | Richard Henderson                                    | | [ 155 ]       |
| 2017 | Andrew Wiles                                         | | [ 156 ]       |
| 2018 | Jeffrey I. Gordon                                    | | [ 157 ]       |
| 2019 | John B. Goodenough                                   | | [ 158 ]       |